# Saint-Thibaud-de-Couz
Saint-Thibaud-de-Couz ist eine französische Gemeinde mit 1.097 Einwohnern (Stand 1. Januar 2022) im Département Savoie in der Region Auvergne-Rhône-Alpes (vor 2016 Rhône-Alpes). Sie gehört zum Kanton Le Pont-de-Beauvoisin (bis 2015 Les Échelles) im Arrondissement Chambéry und ist Mitglied im Gemeindeverband Cœur de Chartreuse. Die Einwohner werden Coudans genannt.

## Geographie
Saint-Thibaud-de-Couz liegt etwa zehn Kilometer südwestlich von Chambéry am Hyère. Nachbargemeinden von Saint-Thibaud-de-Couz sind Vimines im Norden, Saint-Cassin im Nordosten, Entremont-le-Vieux im Osten und Südosten, Saint-Jean-de-Couz im Süden, La Bauche im Südwesten sowie Attignat-Oncin im Westen.

## Weblinks

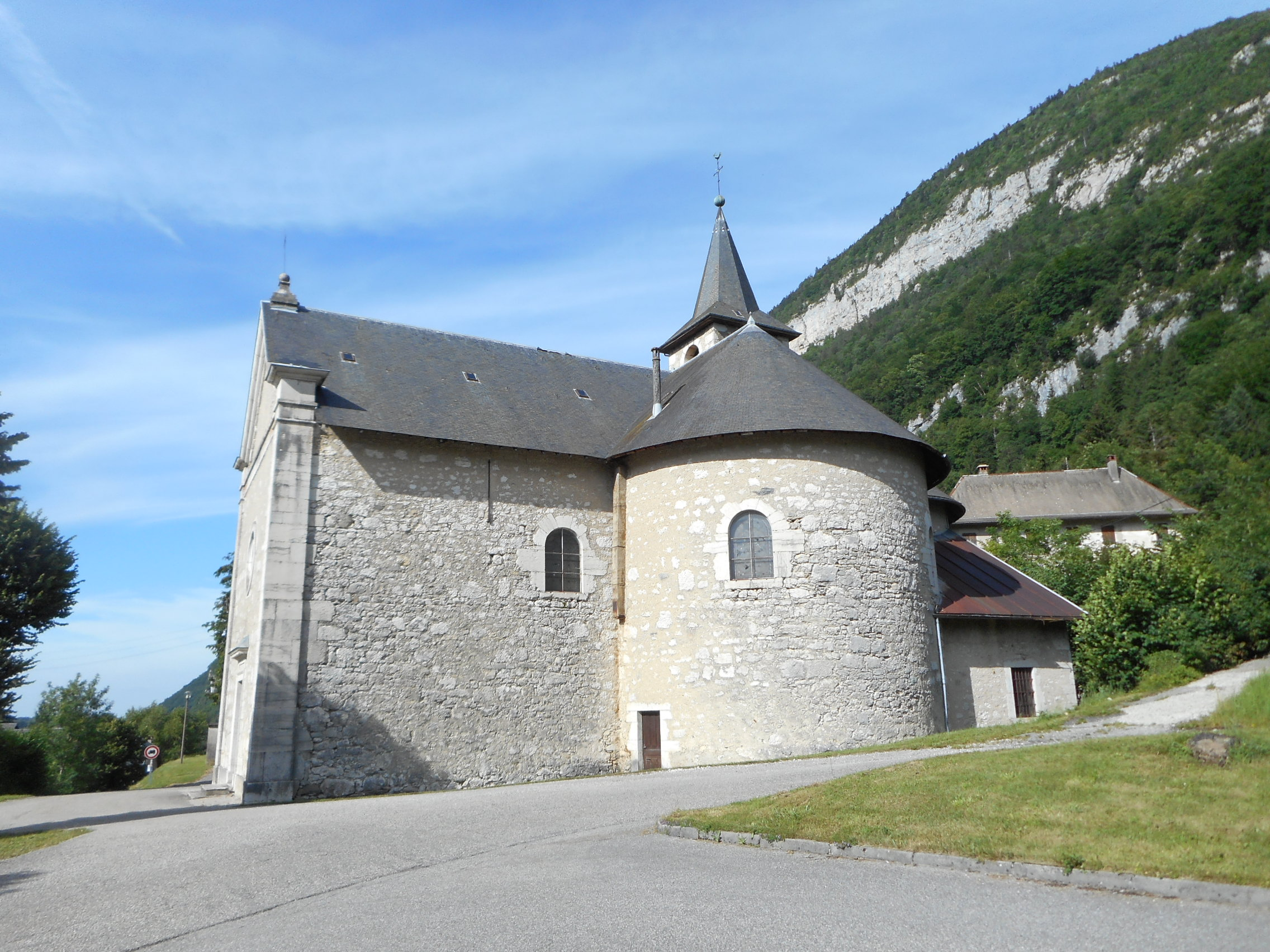
Kirche Saint-Thibaud

## Bevölkerungsentwicklung
| Jahr                       | 1962 | 1968 | 1975 | 1982 | 1990 | 1999 | 2006 | 2013 |
| -------------------------- | ---- | ---- | ---- | ---- | ---- | ---- | ---- | ---- |
| Einwohner                  | 370  | 326  | 360  | 502  | 645  | 735  | 866  | 1030 |
| Quellen: Cassini und INSEE |      |      |      |      |      |      |      |      |

## Sehenswürdigkeiten
- Kirche Saint-Thibaud